# 如果奔跑是我的人生
《如果奔跑是我的人生》（英語：Born to Run）是由沈严、李江明执导，由钟楚曦、杨超越、许娣、陈小艺、侯雯元领衔主演的中国都市家庭剧。其改编自纪静蓉的小说《如果奔跑是我的宿命》，主要讲述了两对单亲母女因為一场车祸而人生触底之后重建心灵、点燃生命的家庭伦理励志故事。该剧於2024年1月11日在中央电视台电视剧频道与爱奇艺首播。

## 播出时间
| 頻道          | 所在地 | 播映日期                     | 播出時間                 | 備註                               |
| CCTV-8 电视剧 | 中国   | 2024年1月11日                | 每天19:30                | 黄金强档每晚两集播出。             |
| 爱奇艺        | 中国   | 2024年1月11日                | 每天19:30                | VIP会员每日更新2集，首日4集VIP會員 |
| 爱奇艺国际版  | 全世界 | 2024年1月11日                | 每天19:30                | VIP会员每日更新2集，首日4集VIP會員 |
| CCTV-1 综合   | 中国   | 2024年01月21日               | 每天09:24                | 每天三集                           |
| 深圳卫视      | 中国   | 2024年2月22日                | 每晚19:35                | 每天2集                            |
| 中天娛樂台    | 臺灣   | 2024年10月1日-2024年10月18日 | 星期一至五 22:00 - 00:00 | 連播兩集（首集23:00）              |

## 演员阵容
| 演员   | 角色   | 介紹 | 配音 |
| 钟楚曦 | 程安心 | 舞蹈老师，有个超重的妈妈。一场车祸带走了她的双腿。一度对生活失去希望，最终在母亲的帮助下走出阴霾，重塑性格，重新收获美好的人生                                     | 原聲 |
| 杨超越 | 陈若华 | 大学生，渴望得到母亲的认可和宠爱，却始终不能如愿。在即将毕业的时候，家庭遭遇重创。弟弟因车祸去世，为了帮助母亲走出阴霾，她选择带着母亲一起上大学，帮助母亲重新振作 | 原聲 |
| 许娣   | 赵秀芳 | 程安心的单亲妈妈，独自拉扯女儿吃了不少苦头。为了让车祸后的女儿重拾生活的信心，励志3个月减肥100斤，以此来鼓励女儿                                                   | 原聲 |
| 陈小艺 | 赵秀丽 | 陈若华的单亲妈妈，典型的“重男轻女”，掌控欲极强。在家里一直偏心自己的儿子，在儿子车祸去世后把对生活所有的希望都压在女儿身上，几乎彻底毁掉女儿的生活                 | 原聲 |

## 电视剧原声
| 曲序 | 曲目                     |                | 作曲         | 演唱   |
| ---- | ------------------------ | -------------- | ------------ | ------ |
| 1.   | 痕迹（主题曲）           | 袁文睿、花僖悦 | 袁文睿       | 周深   |
| 2.   | 时间都去哪儿了（插曲）   | 陈曦、董冬冬   | 陈曦、董冬冬 | 龚子婕 |
| 3.   | I'm fine（插曲）         | 张一、苏伊平   | 张一         | 李佳薇 |
| 4.   | 只能飘荡（插曲）         | 林乔、零       | 徐昕         | 金玟岐 |
| 5.   | 能不能不只是朋友（插曲） | 崔美琪         | 崔美琪       | 崔美琪 |

## 反响
电视剧播出后受到了观众的广泛的关注和讨论，仅播出2集，收视率轻松破1.8，堪称黑马。上线6天央视八套实时收视率破2，最高峰值更是突破2.5，连续十天黄金时段获得全频道电视剧平均收视率NO.1，爱奇艺平台热度值突破8500，并荣登多个数据榜单前列，在酷云、猫眼、骨朵、德塔文等均创下佳绩。在抖音播放量突破38.9亿。收官时，该剧斩获酷云同时段全部频道收视率top1，CVB黄金时段电视剧日榜top1，CSM全国全部频道实时收视率top1，全网共计热搜1000余条，短视频平台主话题阅读量超过64亿。
央视在本剧播出期间曾发文称该剧是一部把“治愈力”拉满的独具特色的家庭伦理剧。。广电发文称本剧的收视逆袭，再次证明一部深厚的现实主义题材作品所具有的穿越人心的魅力，该剧收视的后劲来自于现实主义下的底色——温暖、坚韧和人文主义关怀。